# Acroptilon
Acroptilon é um género botânico pertencente à família Asteraceae.
O género possui apenas uma espécie, Acroptilon repens, que é originária da Ásia.
Trata-se de um género reconhecido pelo sistema de classificação filogenética Angiosperm Phylogeny Website.

## Taxonomia
Acroptilon repens foi descrita por (L.) DC. e publicado em Prodromus Systematis Naturalis Regni Vegetabilis 6: 663. 1837[1838].

## Sinonímia
- Acroptilon angustifolium Cass.
- Acroptilon australe Iljin
- Acroptilon obtusifolium Cass.
- Acroptilon picris (Pall. ex Willd.) C.A. Mey.
- Acroptilon serratum Cass.
- Acroptilon subdentatum Cass.
- Centaurea picris Pall. ex Willd.
- Centaurea repens L.
- Serratula picris (Pall. ex Willd.) M. Bieb.[5]